# Bob- und Skeleton-Europameisterschaften 2019
Die Bob- und Skeleton-Europameisterschaften 2019, offiziell BMW IBSF European Championship, waren zunächst vom 7. bis 13. Januar 2019 im deutschen Königssee auf der dortigen Kunsteisbahn im Rahmen des 4. Weltcups im Bob- und Skeletonsport geplant. Aufgrund starker Schneefälle im Berchtesgadener Land, die dort zur Ausrufung des Katastrophenfalls führten, wurden die Skeletonwettbewerbe, die für den 11. Januar geplant waren, abgesagt. Durch entstandene Schneelasten in überdachten Bereichen der Bahn konnte die Sicherheit der Athleten nicht mehr gewährleistet werden. Daraufhin wurde der 5. Skeleton-Weltcup der Saison 2018/19 in Innsbruck-Igls von der IBSF kurzerhand auch als Skeleton-Europameisterschaft gewertet. Die entsprechenden Wettbewerbe fanden am 18. Januar 2019 statt. Die Bob-Wettbewerbe konnten planmäßig am 12. und 13. Januar 2019 durchgeführt werden.

## Bob

### Zweierbob Männer
Seinen dritten EM-Titel in Folge konnte der Sachse Francesco Friedrich feiern. Er fuhr zweimal jeweils Laufbestzeit und zeigte vor allem im zweiten Lauf mit der Tagesbestzeit seine Klasse. Lokalmatador Johannes Lochner hatte nach eigenen Aussagen noch Probleme mit seinem Zweierbob und sicherte sich vor allem durch seinen guten ersten Lauf die Silbermedaille. Einen deutschen Dreifachsieg verhinderte überraschend der Franzose Romain Heinrich mit Anschieber Dorian Hauterville, der im zweiten Lauf die zweitschnellste Zeit fuhr und somit von Rang fünf noch auf den Bronzeplatz vorrückte. Nico Walther, der im zweiten Lauf allerdings auch nur die fünftbeste Laufzeit fuhr, hatte so das Nachsehen und belegte gemeinsam mit Oskars Ķibermanis den undankbaren vierten Platz. Für Frankreich war es die erste EM-Medaille überhaupt.
| Rang | Bob                                             | Lauf 1  | Lauf 1 | Lauf 2  | Lauf 2 | Gesamt      |
| Rang | Bob                                             | Zeit    | Rang   | Zeit    | Rang   | Zeit        |
| ---- | ----------------------------------------------- | ------- | ------ | ------- | ------ | ----------- |
| 1    | DeutschlandFrancesco Friedrich Martin Grothkopp | 49,54 s | 1      | 49,47 s | 1      | 1:39,01 min |
| 2    | DeutschlandJohannes Lochner Christian Rasp      | 49,67 s | 2      | 49,77 s | 3      | 1:39,44 min |
| 3    | FrankreichRomain Heinrich Dorian Hauterville    | 49,80 s | 5      | 49,73 s | 2      | 1:39,53 min |
| 4    | DeutschlandNico Walther Paul Krenz              | 49,74 s | 3      | 49,91 s | 5      | 1:39,65 min |
| 4    | LettlandOskars Ķibermanis Matīss Miknis         | 49,77 s | 4      | 49,88 s | 4      | 1:39,65 min |
| 6    | PolenMateusz Luty Krzysztof Tylkowski           | 49,82 s | 6      | 49,92 s | 6      | 1:39,74 min |
| 7    | RusslandMaxim Andrianow Ilja Malych             | 49,89 s | 7      | 49,94 s | 8      | 1:39,83 min |
| 8    | GroßbritannienBrad Hall Nick Gleeson            | 50,06 s | 10     | 50,97 s | 9      | 1:40,03 min |
| 9    | ÖsterreichMarkus Treichl Markus Glück           | 50,10 s | 11     | 49,97 s | 9      | 1:40,07 min |
| 10   | NiederlandeIvo de Bruin Dennis Veenker          | 50,23 s | 13     | 49,93 s | 7      | 1:40,16 min |
| 11   | RusslandAlexander Bredichin Alexei Saizew       | 50,03 s | 8      | 50,19 s | 12     | 1:40,22 min |
| 12   | TschechienDominik Dvořák Jakub Nosek            | 50,25 s | 14     | 50,01 s | 11     | 1:40,26 min |
| 13   | SchweizMichael Vogt Sandro Michel               | 50,03 s | 8      | 50,35 s | 15     | 1:40,38 min |
| 14   | SchweizTino Rohner Adrian Fässler               | 50,22 s | 12     | 50,35 s | 14     | 1:40,55 min |
| 15   | MonacoRudy Rinaldi Boris Vain                   | 50,36 s | 15     | 50,28 s | 13     | 1:40,64 min |
| 16   | RusslandDmitri Popow Denis Korotkov             | 50,65 s | 16     | –       | –      | 0:50,65 min |
| 16   | ÖsterreichBenjamin Maier Dănuț Moldovan         | 50,65 s | 16     | –       | –      | 0:50,65 min |

### Viererbob Männer
Seinen dritten EM-Titel in Folge konnte Johannes Lochner auf seiner Heimbahn feiern. Zwar lag er bereits nach dem ersten Lauf vorn, doch hatten seine Verfolger bis dahin nur wenige Hundertstel Rückstand. Erst im zweiten Lauf konnte der Berchtesgadener mit Tagesbestzeit seinen Titel mit einem beruhigenden Vorsprung sichern. Für das lettische Team um Pilot Kibermanis war es die erste EM-Medaille. Francesco Friedrich war schon nach dem ersten lauf nicht zufrieden und konnte sich auch zweiten Lauf nicht merklich steigern, so er letztlich von einer verdienten Bronzemedaille sprach.
| Rang | Bob                                                                            | Lauf 1  | Lauf 1 | Lauf 2  | Lauf 2 | Gesamt      |
| Rang | Bob                                                                            | Zeit    | Rang   | Zeit    | Rang   | Zeit        |
| ---- | ------------------------------------------------------------------------------ | ------- | ------ | ------- | ------ | ----------- |
| 1    | DeutschlandJohannes Lochner Florian Bauer Marc Rademacher Christian Rasp       | 48,97 s | 1      | 48,77 s | 1      | 1:37,74 min |
| 2    | LettlandOskars Ķibermanis Matīss Miknis Arvis Vilkaste Jānis Strenga           | 49,01 s | 2      | 48,91 s | 2      | 1:37,92 min |
| 3    | DeutschlandFrancesco Friedrich Candy Bauer Martin Grothkopp Alexander Schüller | 49,03 s | 3      | 48,93 s | 3      | 1:37,96 min |
| 4    | RusslandMaxim Andrianow Ruslan Samitow Wassili Kondratenko Alexei Saizew       | 49,10 s | 4      | 49,13 s | 4      | 1:38,23 min |
| 5    | DeutschlandNico Walther Marko Hübenbecker Alexander Rödiger Eric Franke        | 49,26 s | 5      | 49,38 s | 7      | 1:38,64 min |
| 6    | NiederlandeIvo de Bruin Joost Dumas Dennis Veenker Janko Franjić               | 49,37 s | 7      | 49,39 s | 8      | 1:38,76 min |
| 7    | MonacoRudy Rinaldi Boris Vain Thibault Demarthon Steven Borges Mendonaca       | 49,42 s | 8      | 49,36 s | 5      | 1:38,78 min |
| 8    | ÖsterreichMarkus Treichl Markus Glück Sebastian Mitterer Kristian Huber        | 49,34 s | 6      | 49,45 s | 11     | 1:38,79 min |
| 9    | RusslandAlexander Bredichin Roman Koschelew Andrei Lylow Ilja Malych           | 49,47 s | 9      | 49,41 s | 9      | 1:38,88 min |
| 10   | TschechienDominik Dvořák Dominik Suchý Jan Šindelář Jakub Nosek                | 49,61 s | 11     | 49,42 s | 10     | 1:51,26 min |
| 11   | RusslandDmitri Popow Nikolai Gnezdilov Pjotr Moissejew Denis Korotkov          | 49,73 s | 13     | 49,36 s | 5      | 1:39,09 min |
| 12   | FrankreichRomain Heinrich Dorian Hauterville Jeremie Boutherin Lionel Lefèbvre | 49,48 s | 10     | 49,63 s | 13     | 1:39,11 min |
| 13   | PolenMateusz Luty Arnold Zdebiak Jakub Zakrzewski Pawel Sarnecki               | 49,79 s | 15     | 49,52 s | 12     | 1:39,31 min |
| 14   | GroßbritannienBrad Hall Ben Simons Nick Gleeson Alan Toward                    | 49,70 s | 12     | 49,72 s | 14     | 1:39,42 min |
| 15   | ÖsterreichBenjamin Maier Dănuț Moldovan Adrian Platzgummer Kilian Walch        | 49,75 s | 14     | 49,83 s | 15     | 1:39,58 min |
| 16   | SchweizMichael Vogt Alain Knuser Sandro Michel Silvio Weber                    | 49,98 s | 16     | –       | –      | 0:49,98 min |
| 17   | SchweizPius Meyerhans Cyril Bieri Roger Leimgruber Mario Camelin               | 50,05 s | 17     | –       | –      | 0:50,05 min |
| 18   | KroatienDražen Silić Mate Mezulić Aleksandar Krajišnik Damjan Zlatnar          | 50,53 s | 18     | –       | –      | 0:50,53 min |

### Zweierbob Frauen
Mariama Jamanka gewann mit großem Vorsprung ihren zweiten EM-Titel, für ihre Anschieberin Annika Drazek war es sogar der vierte EM-Titel in Folge. Jamanka fuhr zweimal identische Laufbestzeit und ließ dabei bereits ihm ersten Lauf ihre Teamkollegin Stephanie Schneider 32 Hundertstel hinter sich. Nach dem zweiten Lauf betrug der Abstand fast eine halbe Sekunde. Nach den beiden deutschen Bobs gewann die Junioreneuropameisterin von 2018 Katrin Beierl aus Österreich mit Bronze ihre erste EM-Medaille. Sie schlug hauchdünn mit 2 Hundertsteln Vorsprung den rumänischen Zweier von Pilotin Andreea Grecu, die sich trotzdem über ihr bis dahin bestes Resultat freute.
| Rang | Bob                                                | Lauf 1  | Lauf 1 | Lauf 2  | Lauf 2 | Gesamt      |
| Rang | Bob                                                | Zeit    | Rang   | Zeit    | Rang   | Zeit        |
| ---- | -------------------------------------------------- | ------- | ------ | ------- | ------ | ----------- |
| 1    | DeutschlandMariama Jamanka Annika Drazek           | 50,85 s | 1      | 50,85 s | 1      | 1:41,70 min |
| 2    | DeutschlandStephanie Schneider Ann-Christin Strack | 51,17 s | 2      | 51,02 s | 2      | 1:42,19 min |
| 3    | ÖsterreichKatrin Beierl Jennifer Onasanya          | 51,43 s | 5      | 51,26 s | 4      | 1:42,69 min |
| 4    | RumänienAndreea Grecu Ioana Gheorghe               | 51,33 s | 3      | 51,38 s | 5      | 1:42,71 min |
| 5    | GroßbritannienMica McNeill Montell Douglas         | 51,34 s | 4      | 51,43 s | 6      | 1:42,77 min |
| 6    | DeutschlandAnna Köhler Lisa Sophie Gericke         | 51,43 s | 5      | 51,44 s | 7      | 1:42,87 min |
| 7    | BelgienAn Vannieuwenhuyse Sara Aerts               | 51,74 s | 8      | 51,22 s | 3      | 1:42,96 min |
| 8    | SchweizMartina Fontanive Irina Strebel             | 51,66 s | 7      | 51,29 s | 9      | 1:43,18 min |
| 9    | RusslandNadeschda Sergejewa Julija Belomestnych    | 51,79 s | 9      | 51,50 s | 8      | 1:43,29 min |
| 10   | RusslandLjubow Tschernych Julija Schokschujewa     | 51,96 s | 10     | 51,70 s | 10     | 1:43,66 min |

## Skeleton

### Männer
Die Männer begannen den 18. Januar 2019 um 9.15 Uhr mit ihrem ersten Lauf. Nach dem Saisonverlauf war nicht etwa der bis dahin neunfache Europa- und fünffache Weltmeister Martins Dukurs aus Lettland der Titelfavorit, sondern der Weltcupführende Alexander Tretjakow aus Russland. Er hatte bis zur EM zwei von drei Weltcup-Wettbewerben gewonnen während, Dukurs bei den letzten beiden Wettbewerben jeweils nur Siebter geworden war. Zum weiteren Favoritenkreis für den EM-Titel musste man den Russen Trebugow sowie Axel Jungk aus Deutschland zählen. Beim Rennen selbst zeigte Dukurs im ersten Lauf mit Tagesbestzeit der Konkurrenz ihre Grenzen auf. Dahinter platzierten sich zeitgleich Axel Jungk und Tomass Dukurs, der ältere der beiden Dukurs-Brüder. Mit fast fünf Zehnteln Rückstand auf Rang Vierliegend hatte Mitfavorit Tretjakow allerdings schon fast alle Chancen auf den Titel verspielt. Seine Klasse ließ der Russe im zweiten Lauf aufblitzen, wo er mit der zweitbesten Tageszeit die beste Laufzeit erzielte und schlussendlich Tomass Dukurs noch vom Podium verdrängte und sich die Bronzemedaille sicherte. Martins Dukurs konnte recht souverän seinen neunten EM-Titel in Folge feiern, Axel Jungk erkämpfte sich nach Bronze im Vorjahr mit Silber seine zweite EM-Medaille.
| Rang | Athlet                    | Nation         | Lauf 1  | Lauf 1 | Lauf 2  | Lauf 2 | Gesamt      |
| Rang | Athlet                    | Nation         | Zeit    | Rang   | Zeit    | Rang   | Zeit        |
| ---- | ------------------------- | -------------- | ------- | ------ | ------- | ------ | ----------- |
| 1    | Martins Dukurs            | Lettland       | 53,02 s | 1      | 53,15 s | 2      | 1:46,17 min |
| 2    | Axel Jungk                | Deutschland    | 53,24 s | 2      | 53,22 s | 3      | 1:46,46 min |
| 3    | Alexander Tretjakow       | Russland       | 53,50 s | 4      | 53,04 s | 1      | 1:46,54 min |
| 4    | Tomass Dukurs             | Lettland       | 53,24 s | 2      | 53,45 s | 5      | 1:46,69 min |
| 5    | Marcus Wyatt              | Großbritannien | 53,73 s | 8      | 53,36 s | 4      | 1:47,09 min |
| 6    | Kilian von Schleinitz     | Deutschland    | 53,65 s | 5      | 53,66 s | 6      | 1:47,31 min |
| 7    | Wladislaw Marchenkov      | Russland       | 53,70 s | 6      | 53,82 s | 10     | 1:47,52 min |
| 8    | Nikita Tregubow           | Russland       | 53,72 s | 7      | 53,82 s | 10     | 1:47,54 min |
| 9    | Jerry Rice                | Großbritannien | 53,74 s | 9      | 53,80 s | 9      | 1:47,54 min |
| 10   | Florian Auer              | Österreich     | 53,79 s | 10     | 53,78 s | 8      | 1:47,57 min |
| 11   | Christopher Grotheer      | Deutschland    | 53,85 s | 11     | 53,77 s | 7      | 1:47,62 min |
| 12   | Jack Thomas               | Großbritannien | 53,94 s | 14     | 53,92 s | 12     | 1:47,86 min |
| 12   | Ivo Steinbergs            | Lettland       | 53,89 s | 13     | 54,17 s | 13     | 1:48,06 min |
| 14   | Ronald Auderset           | Schweiz        | 53,87 s | 12     | 54,25 s | 14     | 1:48,12 min |
| 15   | Wladyslaw Heraschkewitsch | Ukraine        | 54,43 s | 15     | DNQ     | DNQ    |             |
| 16   | Ander Mirambell           | Spanien        | 54,43 s | 16     | DNQ     | DNQ    |             |
| 17   | Alexander Hanssen         | Norwegen       | 54,60 s | 17     | DNQ     | DNQ    |             |
| 18   | Manuel Schwaerzer         | Italien        | 54,91 s | 18     | DNQ     | DNQ    |             |
| 19   | Basil Sieber              | Schweiz        | 55,16 s | 19     | DNQ     | DNQ    |             |
| 20   | Denis Lorencic            | Slowenien      | 57,19 s | 20     | DNQ     | DNQ    |             |

### Frauen
Bei den Frauen, die ihren Wettbewerb am Nachmittag des 18. Januar 2019 starteten, schien es nach den Platzierungen im Weltcup auf einen Dreikampf zwischen der Russin Jelena Nikitina und Jaqueline Lölling und Tina Hermann aus Deutschland hinauszulaufen. Zum erweiterten Favoritenkreis waren noch Sophia Griebel, Julija Kanakina und Janine Flock zu zählen. Die bis dahin zweifache Europameisterin aus Österreich fuhr auf ihrer Hausbahn die beste Laufzeit und verwies Nikitina und Lölling auf die weiteren Podestplätze. Mitfavoritin Tina Hermann verbaute sich mit der nur sechtsbesten Laufzeit schon fast alle Medaillenchancen, Sophia Griebel lag nach dem ersten Lauf gar nur auf Rang 11. Der zweite Lauf wurde jedoch durch die schwankenden Leistungen nicht weniger Athletinnen nochmals spannend, so dass das Gesamttableau gehörig durcheinander gewirbelt wurde. Den Anfang machte Sophie Griebel, die im zweiten Lauf die zweitschnellste Laufzeit fuhr und damit noch auf den achten Platz vorrückte. Die nächste Überraschung gelang der Britin Laura Deas, die sich von Rang sieben mit der viertschnellsten Laufzeit auf den fünften Platz vorschob. Jelena Nikitina verlor hingegen fast noch ihre Silbermedaille an Jaqueline Lölling. Die Russin erzielte nur die fünftbeste Zeit und lag am Ende nur zwei Hundertstel vor Lölling, die sich mit der zweitbesten Laufzeit Bronze sicherte. Ihren dritten EM-Titel sicherte sich Janine Flock mit der Tagesbestzeit im zweiten Lauf. Durch die unterschiedlichen Laufzeiten einiger Athletinnen belegte Tina Hermann trotz zweimal sechstbester Zeit am Ende den vierten Platz.
| Rang | Athletin            | Nation         | Lauf 1  | Lauf 1 | Lauf 2  | Lauf 2 | Gesamt      |
| Rang | Athletin            | Nation         | Zeit    | Rang   | Zeit    | Rang   | Zeit        |
| ---- | ------------------- | -------------- | ------- | ------ | ------- | ------ | ----------- |
| 1    | Janine Flock        | Österreich     | 54,34 s | 1      | 54,30 s | 1      | 1:48,64 min |
| 2    | Jelena Nikitina     | Russland       | 54,43 s | 2      | 54,64 s | 5      | 1:49,07 min |
| 3    | Jacqueline Lölling  | Deutschland    | 54,53 s | 3      | 54,56 s | 2      | 1:49,09 min |
| 4    | Tina Hermann        | Deutschland    | 54,79 s | 6      | 54,66 s | 6      | 1:49,45 min |
| 5    | Laura Deas          | Großbritannien | 54,87 s | 7      | 54,61 s | 4      | 1:49,48 min |
| 6    | Julija Kanakina     | Russland       | 54,77 s | 5      | 54,92 s | 10     | 1:49,69 min |
| 7    | Madelaine Smith     | Großbritannien | 54,74 s | 4      | 54,99 s | 11     | 1:49,73 min |
| 8    | Sophia Griebel      | Deutschland    | 55,19 s | 11     | 54,56 s | 2      | 1:49,75 min |
| 9    | Valentina Margaglio | Italien        | 54,99 s | 9      | 54,79 s | 7      | 1:49,78 min |
| 10   | Marina Gilardoni    | Schweiz        | 54,92 s | 8      | 54,88 s | 9      | 1:49,80 min |
| 11   | Renata Chusina      | Russland       | 55,23 s | 13     | 54,80 s | 8      | 1:50,03 min |
| 12   | Kimberley Bos       | Niederlande    | 55,18 s | 10     | 55,06 s | 12     | 1:50,24 min |
| 13   | Kim Meylemans       | Belgien        | 55,20 s | 12     | 55,08 s | 13     | 1:50,28 min |
| 14   | Lelde Priedulēna    | Lettland       | 55,50 s | 14     | 55,25 s | 14     | 1:50,75 min |
| 15   | Kimberley Murray    | Großbritannien | 55,52 s | 15     | 55,42 s | 15     | 1:50,94 min |
| 16   | Marta Orlowska      | Polen          | 55,87 s | 16     | DNQ     | DNQ    |             |

## Medaillenspiegel
| Platz | Nation      | Gold | Silber | Bronze |
| ----- | ----------- | ---- | ------ | ------ |
| 1     | Deutschland | 3    | 3      | 2      |
| 2     | Lettland    | 1    | 1      | —      |
| 3     | Österreich  | 1    | —      | 1      |
| 4     | Russland    | —    | 1      | 1      |
| 5     | Frankreich  | —    | —      | 1      |